# Chaussée romaine de Reims à Cologne
La chaussée romaine de Reims à Cologne - ou plutôt la Voie Romaine de Reims à Cologne est une grande voie de communication romaine datant de la moitié du Ier siècle de notre ère, époque où l'empereur Claude organise la région en vue de la conquête de l'Angleterre et de la défense du limes de Germanie.
La voie fut tracée peu après l'invasion romaine (1re moitié du Ier siècle) à partir de voies empruntées par les Celtes.

## Sources
Deux sources anciennes attestent l'existence d'une voie romaine allant de Reims à Cologne: la Table de Peutinger et la borne milliaire de Tongres.
La Table de Peutinger montre une voie Reims - Cologne et quatre étapes intermédiaires. 
Le Leugaire (ou Milliaire) de Tongres est un indicateur routier retrouvé à Tongres en 1817 datant des environs de 200 apr. J.-C.
Sur cette borne se retrouvent des informations correspondant à une partie de l'itinéraire donné par la Table de Peutinger, malgré le fait que Tongres ne soit pas directement sur la voie Reims - Cologne.
Une large part du tracé reste sujet à débat. La table de Peutinger évoque quatre stations routières intermédiaires qui ne sont pas localisées avec certitude, leur nom s'étant ensuite perdu. L'existence de vestiges de chemins ayant aussi bien pu faire partie de cette voie que desservir des intérêts plus locaux (diverticulum) n'aide pas à clarifier la situation.
Le consensus en Belgique considère que la voie débutait par un tronçon commun avec la voie romaine Reims-Trèves dont elle se serait séparée à Williers ou à Pin - Izel alors que côté français, on considère la voie reliant Reims à l'oppidum de Nandin (franchissement de l'Aisne) puis à Charleville-Mézières est à considérer comme le tracé de cette voie. Les tenants de la première option faisant valoir le manque de vestiges probants entre la Meuse, la Semois et l'Ardenne. L'argument vaut également pour de nombreux passages de l'autre itinéraire. Il est possible que les deux tracés aient en fait coexisté ou se soient succédé.
Le terme de "voie romaine" est, dans ce cas, préféré à l'appellation "chaussée romaine". En effet, le terme de chaussée s'applique plutôt à ces grandes routes pavées dont l'assise, aménagée, est capable de supporter le poids des attelages. Cette assise permettait également de surélever la route la mettant à l'abri des inondations. Ce n'est pas le cas de cette voie pour laquelle plusieurs fouilles n'ont pas montrés de structure similaire aux chaussées romaines, le risque d'inondation étant nul sur les crètes ardennaises, alors qu'un positionnement à quelques mètres en contrebas des crètes, à l'abri des vents dominants et sur un sol souvent rocailleux lui confère une assise naturellement propice à supporter le charroi tout en veillant à ce que les dénivelés ne soient pas trop marqués. D'où les doutes concernant le tracé exact de cette voie par rapport à des chemins moins structurants. Quelles que soient leur nature, ces voies jouèrent incontestablement un rôle structurant pour la région car elle sont jalonnées de tombelles, de tumuli, de nécropoles et de "villas romaines" (notamment à Steinbach, Limerlé, Gouvy, Rettigny, Basbellain). 

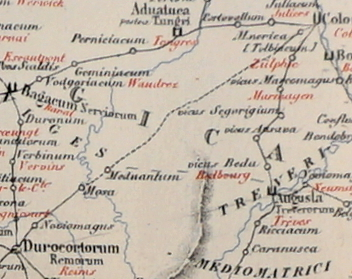
La table de Peutinger reportée sur une projection cartographique moderne.
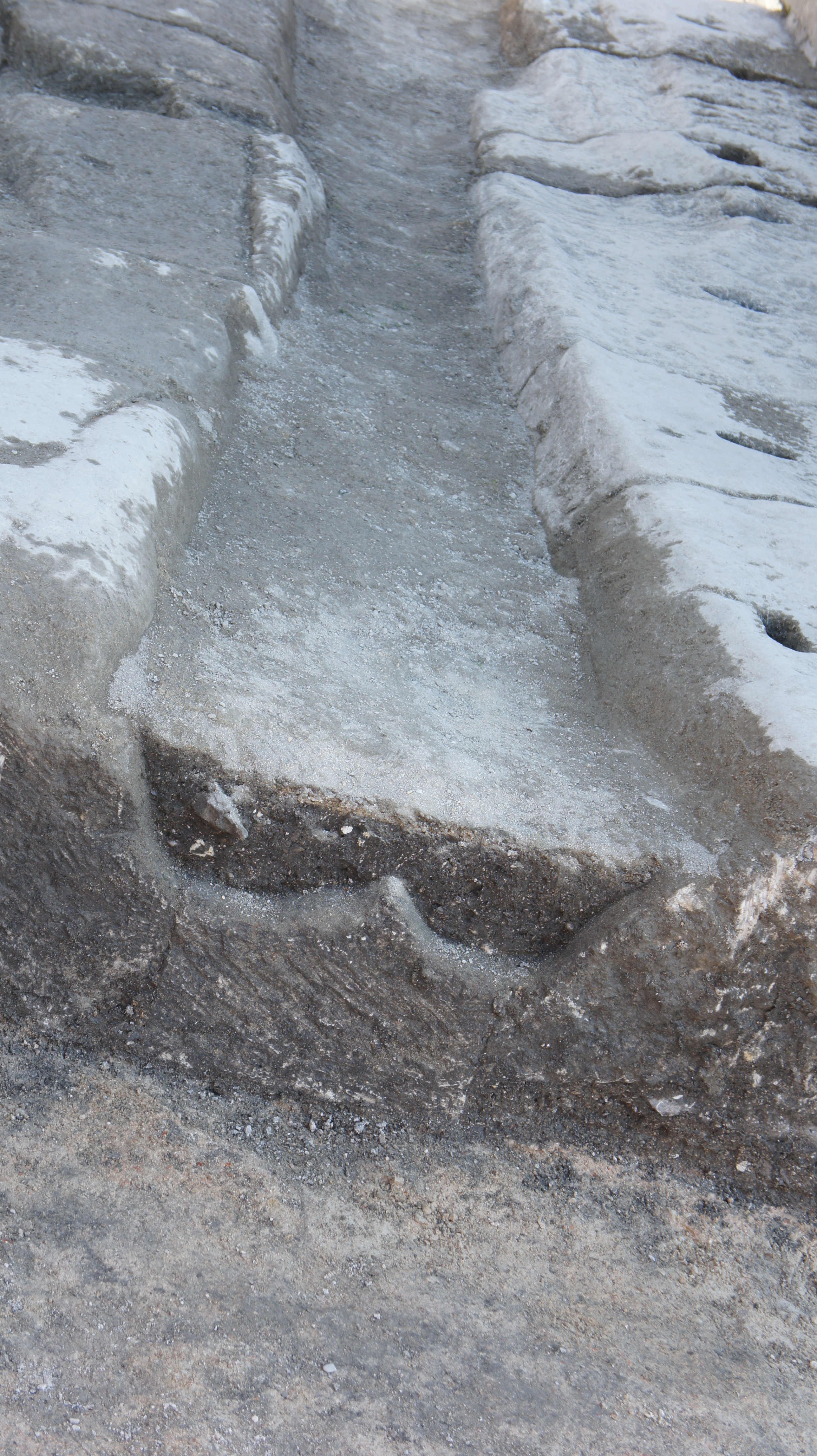
La voie sous la Porte Mars (Reims).
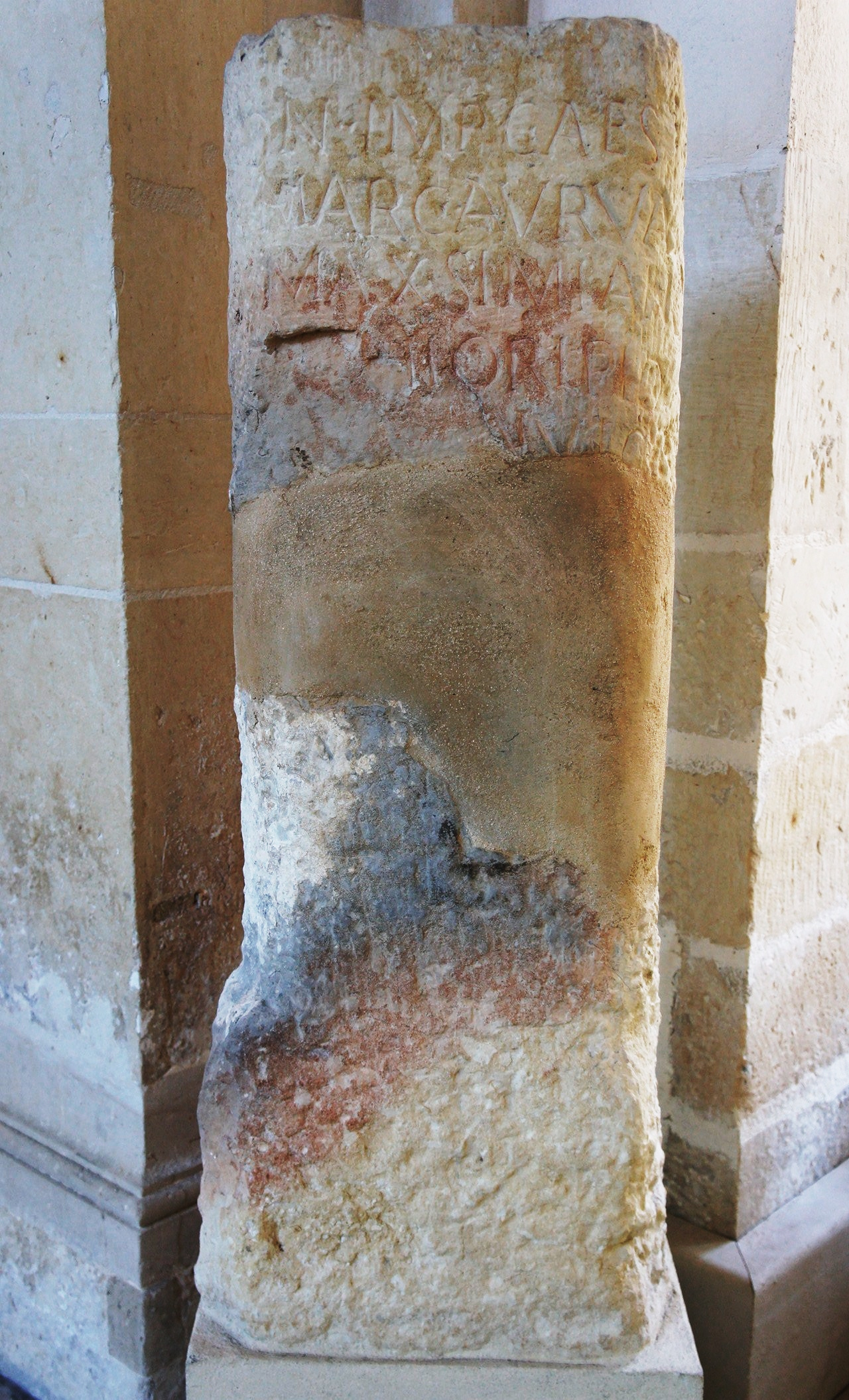
Borne milliaire à la sortie de Durocorter (Reims).

## Villes - étapes
Dans l'hypothèse d'un tracé totalement distinct de la voie Reims - Trèves, les étapes sont, depuis Reims : 
- Boult-sur-Suippe (franchissement de la Suippe)
- Roizy (franchissement de la Retourne)
- Saint-Loup-en-Champagne;
 tenant compte des distances reportées sur les documents d'époque, l'un des deux villages précédent serait alors l'étape identifiée comme "Noviomagus";
- Chateau-Porcien et l'Oppidum de Nandin (franchissement de l'Aisne);
- Charleville-Mézières qui pourrait être l'étape nommée Mosa ou Mose sur la table de Peutinger vu sa position le long de la Meuse;
Au delà de ce point, le tracé est largement spéculatif. Les sources évoquent :
- Membre-sur-Semois
- Paliseul
- Sainte-Marie-Chevigny

En ce qui concerne l'itinéraire quittant la voie Reims - Trèves à Williers : 
- Lacuisine (Les Épioux) ;
- Moyen (Florenville) (franchissement de la Semois), que d'aucuns identifient à l'étape de Meduantum,  par homonymie ;
- Sainte-Marie-Chevigny
- Wideumont / Laneuville
- Remience (Morhet) ,
- Mande-Sainte-Marie (Sibret),
- Mande-Saint-Étienne (Longchamp lez-Bastogne), également proposé comme site de l'étape de Meduantum
- Noville-lez-Bastogne,
- Tavigny (Houffalize)

La convergence des deux tracés fait également débat. D'aucuns la placent à Sainte-Marie-Chevigny, d'autres au nord-est de Bastogne, aux environs de Tavigny. La traversée de l'entité de Bastogne est évoquée selon deux tracés. 
- Le premier présente des vestiges marqués dans le paysage : depuis Remience par Poisson-Moulin et Senonchamps, il pénètre dans Bastogne par le chemin de Musy et en ressort par celui de Bizory, vers Buret
- Le second passerait plus au nord, par Mande-Saint-Étienne, empruntant le Grand Chemin de Bastogne à Stavelot et Saint-Vith qui figure sur la carte Ferraris de 1771-1778 ;

Au delà de Saint-Vith, la voie mettrait le cap sur 
- Gemünd (franchissement de l'Our);
- Zulpich (Tolbiac) (jonction probable avec la chaussée romaine de Trèves à Cologne
- Colonia Agripina (Cologne).